# Dirac (códec)
Dirac es un códec de código abierto, que ofrece herramientas de compresión y descompresión de vídeo para propósitos generales, a resoluciones desde QCIF (180x144) hasta HDTV (1920x1080), progresivo o entrelazado. Usa compresión con ondículas ('wavelets', en inglés), compensación de movimiento y codificación aritmética, y pretende ser competitivo con otros códecs.
En enero de 2003, el departamento de I+D de la BBC produjo un prototipo de algoritmo para la codificación y compresión de vídeo, basado en tecnología de ondículas (antes utilizada en compresión de imágenes estáticas), distinta a la que usan la mayoría de sistemas de compresión de vídeo estándar o privados. Este algoritmo reduce a la mitad el bit rate respecto a MPEG-2 para vídeo de alta definición, su objetivo original. Posteriormente se ha trabajado para optimizarlo para resoluciones aptas para distribución en Internet, y parece ser competitivo con otros códecs en este campo.
Dirac ha sido desarrollado como una herramienta de investigación para posteriores proyectos, no como un producto. Una versión experimental del código, escrito en C++, salió bajo licencia de código abierto el 11 de marzo de 2004.
La filosofía que hay detrás del códec Dirac es la simplicidad. Es una idea ambiciosa, ya que los códecs de vídeo tienden a ser realmente complejos. Aun así, la BBC quiere colaborar con la comunidad de código abierto, estudiantes y otras gentes para producir un códec con especificaciones abiertas.
El código fuente del software de Dirac está licenciado bajo la licencia Pública de Mozilla (versión 1.1), ya que Dirac pretende ser usado amplia y gratuitamente. Como medida de defensa, la BBC ha pedido protección de patentes para las técnicas que usa, o pudiese usar, en Dirac.

## Detalles del proyecto
- Nombre UNIX del proyecto: dirac
- Público Objetivo: Desarrolladores, Usuarios, Ciencia e Investigación
- Sistemas Operativos: Todos los de 32-bit MS Windows (95/98/NT/2000/XP), Todos los POSIX (SO como Linux/BSD/UNIX)
- Lenguaje de Programación: C++
- Tema: vídeo
- Traducciones: Inglés (exclusivamente)